# Nuoto ai campionati mondiali di nuoto 2017 - 400 metri stile libero maschili
La gara di nuoto dei 400 metri stile libero maschili dei campionati mondiali di nuoto 2017 è stata disputata il 23 luglio presso la Duna Aréna di Budapest. Vi hanno preso parte 52 atleti provenienti da 47 nazioni.
La competizione è stata vinta dal nuotatore cinese Sun Yang, mentre l'argento e il bronzo sono andati rispettivamente all'australiano Mack Horton e all'italiano Gabriele Detti.

## Medaglie
| Posizione | Atleta         | Nazionalità |
| --------- | -------------- | ----------- |
| Oro       | Sun Yang       | Cina        |
| Argento   | Mack Horton    | Australia   |
| Bronzo    | Gabriele Detti | Italia      |

## Programma
| Data           | Ora (UTC+2) | Turno    |
| -------------- | ----------- | -------- |
| 23 luglio 2017 | 9:43        | Batterie |
| 23 luglio 2017 | 17:32       | Finale   |

## Record
Prima della manifestazione il record del mondo e il record dei campionati erano i seguenti.
| Record mondiale       | 3'40"07 | Paul Biedermann Germania | 26 luglio 2009 Roma, Italia |
| Record dei campionati | 3'40"07 | Paul Biedermann Germania | 26 luglio 2009 Roma, Italia |

Nel corso della competizione non sono stati migliorati.

## Risultati

### Batterie
| Posizione | Batteria | Corsia | Atleta                      | Nazionalità   | Tempo   | Note  |
| --------- | -------- | ------ | --------------------------- | ------------- | ------- | ----- |
| 1         | 5        | 7      | Felix Auböck                | Austria       | 3'44"19 | Q, RN |
| 2         | 5        | 4      | Sun Yang                    | Cina          | 3'44"55 | Q     |
| 3         | 6        | 6      | David McKeon                | Australia     | 3'45"56 | Q     |
| 4         | 6        | 3      | Park Tae-hwan               | Corea del Sud | 3'45"57 | Q     |
| 5         | 6        | 4      | Mack Horton                 | Australia     | 3'45"60 | Q     |
| 6         | 5        | 5      | James Guy                   | Regno Unito   | 3'45"64 | Q     |
| 7         | 6        | 5      | Gabriele Detti              | Italia        | 3'45"72 | Q     |
| 8         | 5        | 3      | Zane Grothe                 | Stati Uniti   | 3'46"14 | Q     |
| 9         | 5        | 8      | Marwan El-Kamash            | Egitto        | 3'46"36 | RN    |
| 10        | 5        | 1      | Wojciech Wojdak             | Polonia       | 3'46"73 |       |
| 11        | 6        | 7      | Henrik Christiansen         | Norvegia      | 3'46"96 |       |
| 12        | 5        | 6      | Clark Smith                 | Stati Uniti   | 3'47"12 |       |
| 13        | 6        | 2      | Alexander Krasnykh          | Russia        | 3'47"35 |       |
| 14        | 6        | 8      | Filip Zaborowski            | Polonia       | 3'47"47 |       |
| 15        | 5        | 2      | Stephen Milne               | Regno Unito   | 3'48"64 |       |
| 16        | 4        | 7      | Jeremy Bagshaw              | Canada        | 3'48"82 |       |
| 17        | 4        | 6      | Victor Johansson            | Svezia        | 3'48"96 |       |
| 18        | 4        | 3      | Brandonn Almeida            | Brasile       | 3'49"61 |       |
| 19        | 4        | 1      | Martin Bau                  | Slovenia      | 3'50"75 |       |
| 20        | 6        | 0      | Poul Zellmann               | Germania      | 3'50"88 |       |
| 21        | 4        | 4      | Miguel Durán                | Spagna        | 3'51"28 |       |
| 22        | 4        | 2      | Ákos Kalmár                 | Ungheria      | 3'51"35 |       |
| 23        | 5        | 0      | Anton Ipsen                 | Danimarca     | 3'51"52 |       |
| 24        | 5        | 9      | Marcelo Acosta              | El Salvador   | 3'51"76 |       |
| 25        | 6        | 9      | Qiu Ziao                    | Cina          | 3'51"94 |       |
| 26        | 3        | 4      | Richard Nagy                | Slovacchia    | 3'52"10 |       |
| 27        | 4        | 0      | Cristian Quintero           | Venezuela     | 3'53"04 |       |
| 28        | 4        | 5      | Jan Micka                   | Rep. Ceca     | 3'53"06 |       |
| 29        | 6        | 1      | Maarten Brzoskowski         | Paesi Bassi   | 3'53"17 |       |
| 30        | 3        | 2      | Alin Artimon                | Romania       | 3'53"45 |       |
| 31        | 3        | 3      | Ricardo Vargas              | Messico       | 3'53"63 |       |
| 32        | 2        | 6      | Khader Baqlah               | Giordania     | 3'54"13 |       |
| 33        | 4        | 9      | Brent Szurdoki              | Sudafrica     | 3'54"34 |       |
| 34        | 2        | 4      | Christian Bayo Punter       | Porto Rico    | 3'55"15 |       |
| 35        | 3        | 7      | Martín Naidich              | Argentina     | 3'55"42 |       |
| 36        | 3        | 6      | Mohamed Mehdi Lagili        | Tunisia       | 3'55"47 |       |
| 37        | 2        | 5      | Igor Mogne                  | Mozambico     | 3'55"97 |       |
| 38        | 4        | 8      | Dimitrios Dimitriou         | Grecia        | 3'56"58 |       |
| 39        | 3        | 5      | Marc Hinawi                 | Israele       | 3'57"43 |       |
| 40        | 3        | 0      | Aflah Fadlan Prawira        | Indonesia     | 3'58"40 |       |
| 41        | 2        | 2      | Constantinos Hadjittooulis  | Cipro         | 3'58"58 |       |
| 42        | 3        | 8      | Wesley Tikiariki Roberts    | Isole Cook    | 3'59"29 |       |
| 43        | 3        | 1      | An Ting-yao                 | Taipei cinese | 3'59"57 |       |
| 44        | 2        | 3      | Alex Sobers                 | Barbados      | 4'00"50 |       |
| 45        | 1        | 3      | Klavio Meça                 | Albania       | 4'04"03 |       |
| 46        | 3        | 9      | Irakli Revishvili           | Georgia       | 4'04"64 |       |
| 47        | 2        | 7      | Jessie Khing Lacuna         | Filippine     | 4'05"39 |       |
| 48        | 1        | 4      | Mathieu Marquet             | Mauritius     | 4'07"28 |       |
| 49        | 2        | 8      | Lin Sizhuang                | Macao         | 4'08"73 |       |
| 50        | 2        | 1      | Felipe Tapia Salinas        | Cile          | 4'10"39 |       |
| 51        | 1        | 5      | Abdalla Mohamed Aboughazala | Qatar         | 4'20"64 |       |
| 52        | 2        | 0      | Mubal Azzam Ibrahim         | Maldive       | 4'51"57 |       |

### Finale
| Posizione | Corsia | Atleta         | Nazionalità   | Tempo   | Note |
| --------- | ------ | -------------- | ------------- | ------- | ---- |
|           | 5      | Sun Yang       | Cina          | 3'41"38 |      |
|           | 2      | Mack Horton    | Australia     | 3'43"85 |      |
|           | 1      | Gabriele Detti | Italia        | 3'43"93 |      |
| 4         | 6      | Park Tae-hwan  | Corea del Sud | 3'44"38 |      |
| 5         | 4      | Felix Auböck   | Austria       | 3'45"21 |      |
| 6         | 7      | James Guy      | Regno Unito   | 3'45"58 |      |
| 7         | 8      | Zane Grothe    | Stati Uniti   | 3'45"86 |      |
| 8         | 3      | David McKeon   | Australia     | 3'46"27 |      |